# Dietrich Schulte-Frohlinde
Dietrich Friedrich Julius Schulte-Frohlinde (Munique, 17 de dezembro de 1924 – 1 de outubro de 2015) foi um químico alemão.

## Vida
Dietrich Schulte-Frohlinde nasceu em Munique em 17 de dezembro de 1924. Frequentou a escola fundamental em Berlim (1929–33) e em Wismar (1933–34), e onde obteve o Notabitur em 1942, onde seu pai, Heinrich Schulte-Frohlinde, era diretor da Dornier Flugzeugwerke. Em seguida trabalhou no Reichsarbeitsdienst e a partir de 15 de outubro de 1942 entrou no serviço militar ("Panzergrenadier"). Ferido na guerra diversas vezes, em 11 de maio de 1945, com a patente de tenente, foi prisioneiro de guerra soviético, sendo libertado em março de 1947. Na Universidade de Heidelberg frequentou um pré-semestre para aqueles que retornaram da prisão apenas mais tarde, e conseguiu então iniciar os estudos de química no semestre de inverno de 1947/48, agora com um Abitur válido. Em 1952 concluiu o curso com um Diplomarbeit sobre determinação polarográfica de ceto-enol. O doutorado foi feito de 1952 a 1956 sob orientação de Richard Kuhn no "Max-Planck-Institut für medizinische Forschung" sobre isomeria geométrica. A partir de 1959 foi sob supervisão de Walter Seelmann-Eggebert diretor do novo Laboratório de Química Radioativa do Instituto de Radioquímica do Kernforschungszentrum Karlsruhe. Em 1963 obteve a habilitação em 1963 na TH Karlsruhe na área de química radioativa, e foi sob a supervisão de Karl Ziegler membro científico e diretor da divisão de química radioativa do "Max-Planck-Institut für Kohlenforschung" (mais tarde "Max-Planck-Institut für Strahlenchemie"). Manteve esta posição de 1970 a 1992.

## Condecorações
- 1984 Medalha J. J. Weiss da British Association for Radiation Research com Clemens von Sonntag
- 1989 Medalha Gray da Comissão Internacional de Unidades e Medições Radiológicas